# Teleobjetiva

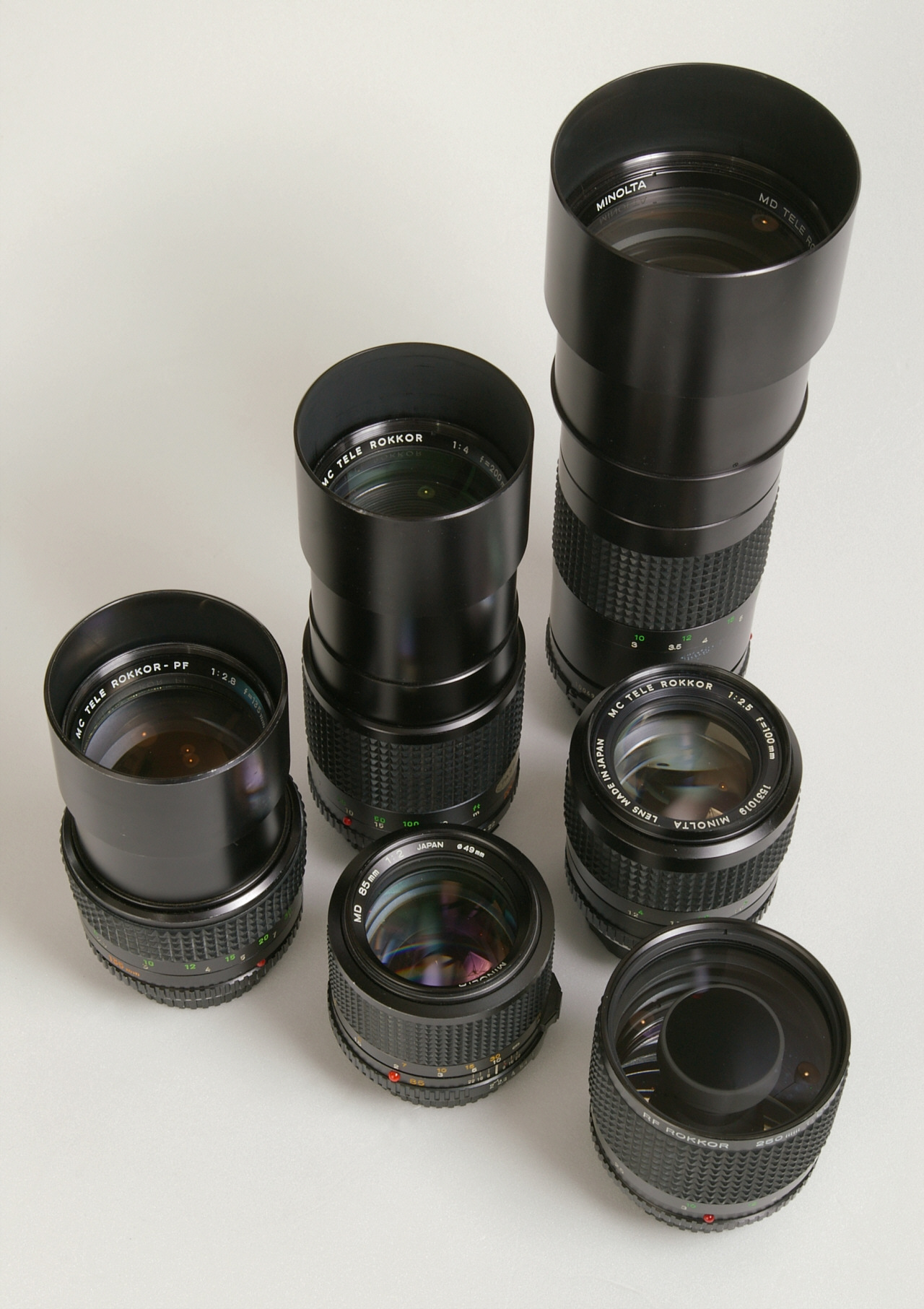
Um jogo de lentes de telefoto. Embaixo à direita, uma teleobjetiva de espelhos, cujo funcionamento é similar ao de um telescópio newtoniano.

Em fotografia e cinematografia, uma teleobjetiva (ou lente telefoto) é uma estrutura de uma objetiva fotográfica de grande distância focal na qual o comprimento físico da lente é menor que a distância focal. Isto é conseguido pela incorporação de um grupo especial de lente conhecido como um grupo de telefoto que estende o caminho da luz para criar uma lente de foco longo em um design muito mais curto em geral. O ângulo de visão e outros efeitos de lentes de longo foco são as mesmas para as lentes telefoto do mesmo comprimento  focal especificado. Lentes de longa distância focal são muitas vezes informalmente referidas como lentes telefoto, embora isso seja tecnicamente incorreto: uma teleobjetiva especificamente integra o grupo de telefoto.
Teleobjetivas são por vezes quebradas em mais subtipos de teleobjetiva média: lentes que cobrem entre um campo de visão de 30° e 10° (85mm a 135mm no formato de filme 35mm), e super telefoto: lentes que cobrem entre 8° até menos de 1° de campo de visão (cerca de 300mm no formato de filme 35mm).

## Construção

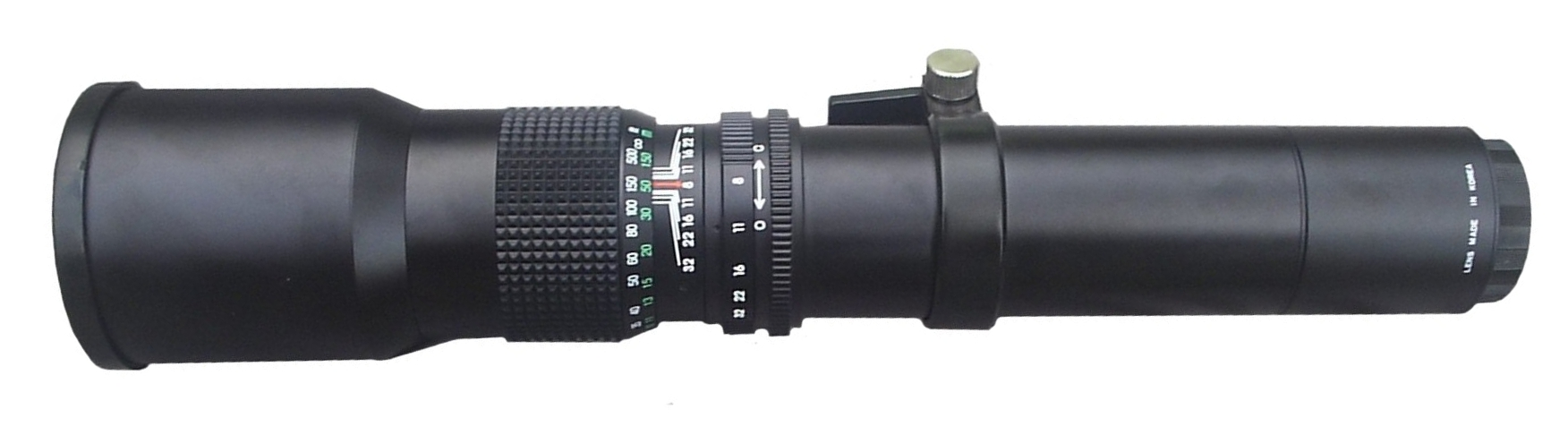
Exemplo de uma objetiva com foco de 500 mm de comprimento, que não é uma teleobjetiva.

Se uma objetiva de câmera estivesse sendo estruturada a partir de uma única lente de distância focal de 200mm, quando ela fosse focada em um objeto no infinito, ela estaria a 200 mm de distância do plano focal onde encontra-se o filme ou sensor.
Quanto maior abertura, maior distancia focal.